# 허복
허복(許福, ? ~ ?)는 전한 중기의 제후로, 승상 허창의 손자이다.

## 행적
원수 2년(기원전 121년), 아버지 허안여의 뒤를 이어 백지후(柏至侯)에 봉해졌다.
원정 2년(기원전 115년), 간음한 죄로 귀신에 처하고 봉국은 폐지되었다.

## 출전
- 사마천, 《사기》 권18 고조공신후자연표
- 반고, 《한서》 권16 고혜고후문공신표

| 선대 아버지 백지공후 허안여 | 전한의 백지후 기원전 120년 ~ 기원전 115년 | 후대 (봉국 폐지) |